# Bursera crenata
Bursera crenata är en tvåhjärtbladig växtart som beskrevs av P. G. Wilson. Bursera crenata ingår i släktet Bursera och familjen Burseraceae. Inga underarter finns listade i Catalogue of Life.